# تعدد الزوجات في أمريكا الشمالية
تعدد الزوجات هو ممارسة رجل واحد يتزوج أكثر من زوجة واحدة بينما تعدد الأزواج هو ممارسة امرأة واحدة تتزوج أكثر من زوج واحد. تعدد الزوجات هو نمط زواج شائع في بعض أنحاء العالم. في أمريكا الشمالية، لم يكن تعدد الزوجات مؤسسة ثقافية معيارية أو معترف بها قانونًا منذ استعمار القارة من قبل الأوروبيين.
أصبح تعدد الزوجات قضية اجتماعية وسياسية مهمة في الولايات المتحدة في عام 1852، عندما أعلنت كنيسة يسوع المسيح لقديسي الأيام الأخيرة أن شكلاً من أشكال هذه الممارسة، يسمى الزواج الجماعي، كان جزءًا من عقيدتها. أدت معارضة حكومة الولايات المتحدة لهذه الممارسة إلى نزاع قانوني حاد، وبلغ ذروته في إعلان رئيس كنيسة يسوع المسيح لقديسي الأيام الأخيرة ويلفورد وودروف التخلي الرسمي للكنيسة عن هذه الممارسة في 25 سبتمبر 1890. ومع ذلك، لا تزال الجماعات الأصولية المورمون المنشقة التي تعيش في الغالب في غرب الولايات المتحدة وكندا والمكسيك تمارس الزواج التعددي.